# Fuzil de agulha

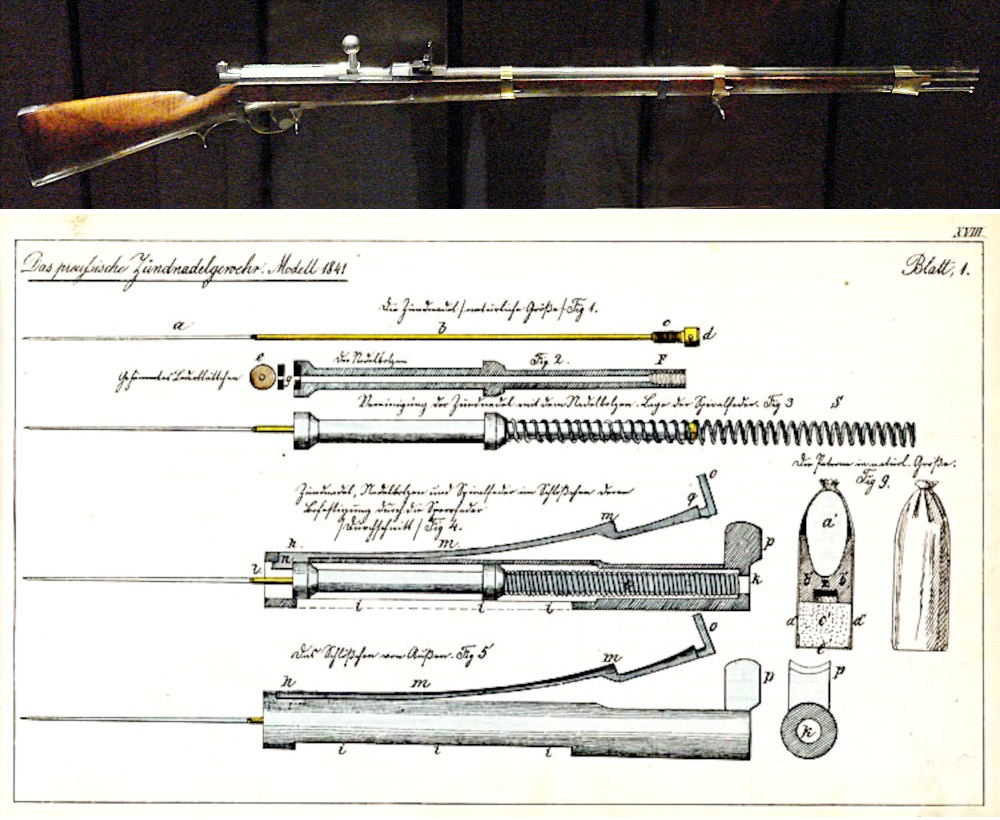
O fuzil de agulha Dreyse e ilustração em corte do sistema de "ignição por agulha" e o cartucho de agulha associado.

Fuzil de agulha é uma designação coloquial na língua portuguesa para identificar os fuzis que façam uso do sistema de percussão chamado "ignição por agulha".
O que caracteriza esse sistema, é que o percussor é uma haste bem longa e pontiaguda, que perfura a base de um cartucho de papel específico para alcançar a espoleta, que fica embutida.
Foi isso que criou a associação com o termo "agulha" em várias línguas. Em inglês, é usado o termo mais genérico "needle gun", e em alemão o termo "Zündnadelzündung".

## Visão geral

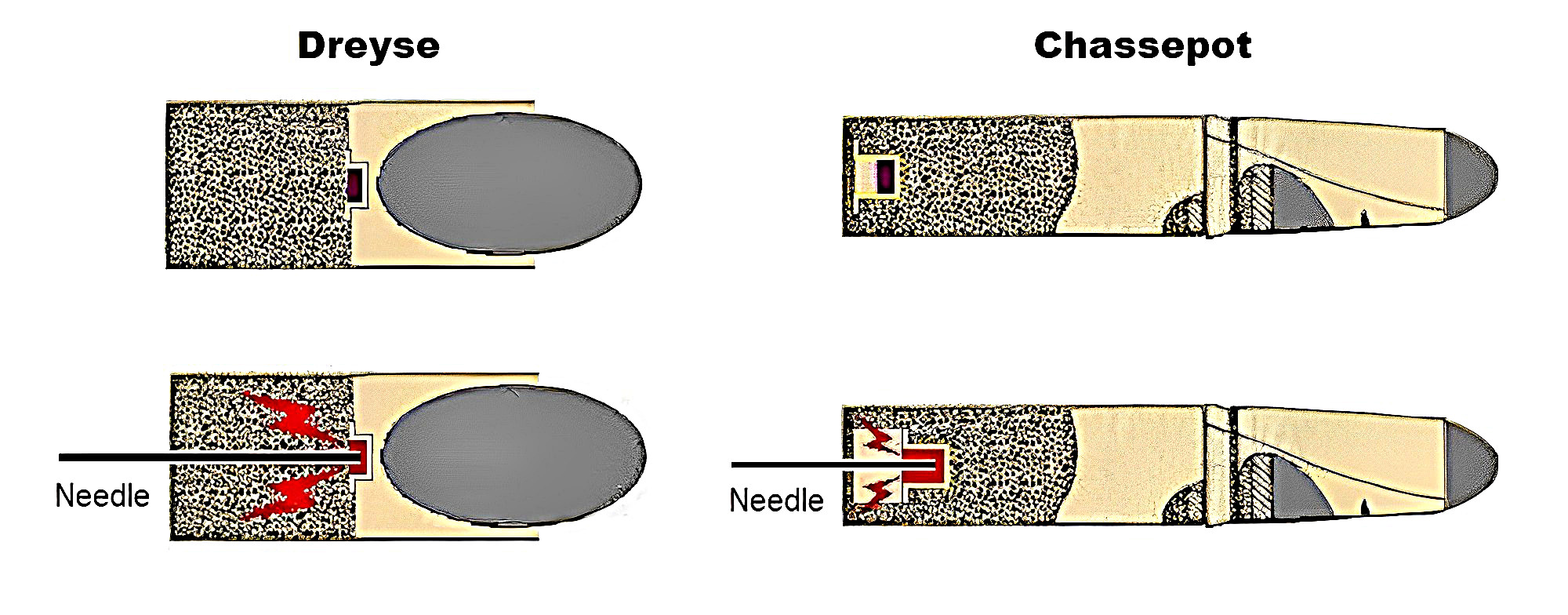
Ilustração comparando os dois sistemas de "ignição por agulha", mais bem sucedidos, o Dreyse e o Chassepot.

O sistema de disparo dito "ignição por agulha" é um sistema de disparo de arma de fogo, no qual a ignição do propelente é causada por um percussor que se assemelha a uma agulha grossa. Esta "agulha" é empurrada para o elemento de ignição localizado no cartucho por uma mola tensionada.
O mecanismo associado (trava) é chamado de "trava de agulha de ignição". No caso do "cartucho de agulha Dreyse", os seus componentes: o propelente, a bala e a espoleta de percussão foram colocados juntos em um único cartucho de papel pela primeira vez.
As primeiras armas com "ignição por agulha" eram de antecarga, mas o avanço veio com os de retrocarga, desenvolvidos por volta de 1832 por Johann Nikolaus von Dreyse.
Embora introduzido na Prússia já em 1848, grande interesse internacional não surgiu até 1866, quando o fuzil de agulha desenvolvido pelo engenheiro francês Antoine Chassepot, que viria a ficar conhecido como fuzil Chassepot, ficou pronto para produção.
Alguns anos depois no entanto, já a partir de 1870, o sistema de "ignição por agulha" já estava tecnicamente obsoleto. A "ignição por agulha" com cartuchos de papel foi substituída pela ignição por "pino percussor" com cartuchos de metal.

## Armas que utilizaram esse sistema
Essas são as armas conhecidas com "ignição por agulha":
- Fuzil Dreyse, produzido a partir de 1840 e introduzido na Prússia em grandes quantidades em 1848.[1]
- Fuzil Dörsch & Baumgarten M1861, utilizado em pequena quantidade no Principado de Eschaumburgo-Lipa.[4]
- Fuzil Chassepot, introduzido em grande número na França a partir de 1866.[5]
- Fuzil Carl M1867 foram produzidas 215.500 unidades na Rússia.[6]
- Fuzil Carcano Mod. 1860/67 e 1868, em homenagem ao desenvolvedor Salvatore Carcano, que combinou as propriedades dos sistemas Dreyse e Dörsch & Baumgarten.[7]

Além dos fuzis, o sistema de "ignição por agulha" foi instalado em outras armas de fogo. Franz von Dreyse, filho de Johann Nikolaus von Dreyse, desenvolveu uma pistola de tiro único e um revólver. No entanto, as armas não tiveram nenhum sucesso comercial.
De acordo com a lei alemã, as armas de fogo com "ignição por agulha", cujo modelo foi desenvolvido antes de 1º de janeiro de 1871, não requerem licença.